# Automatic Packet Reporting System

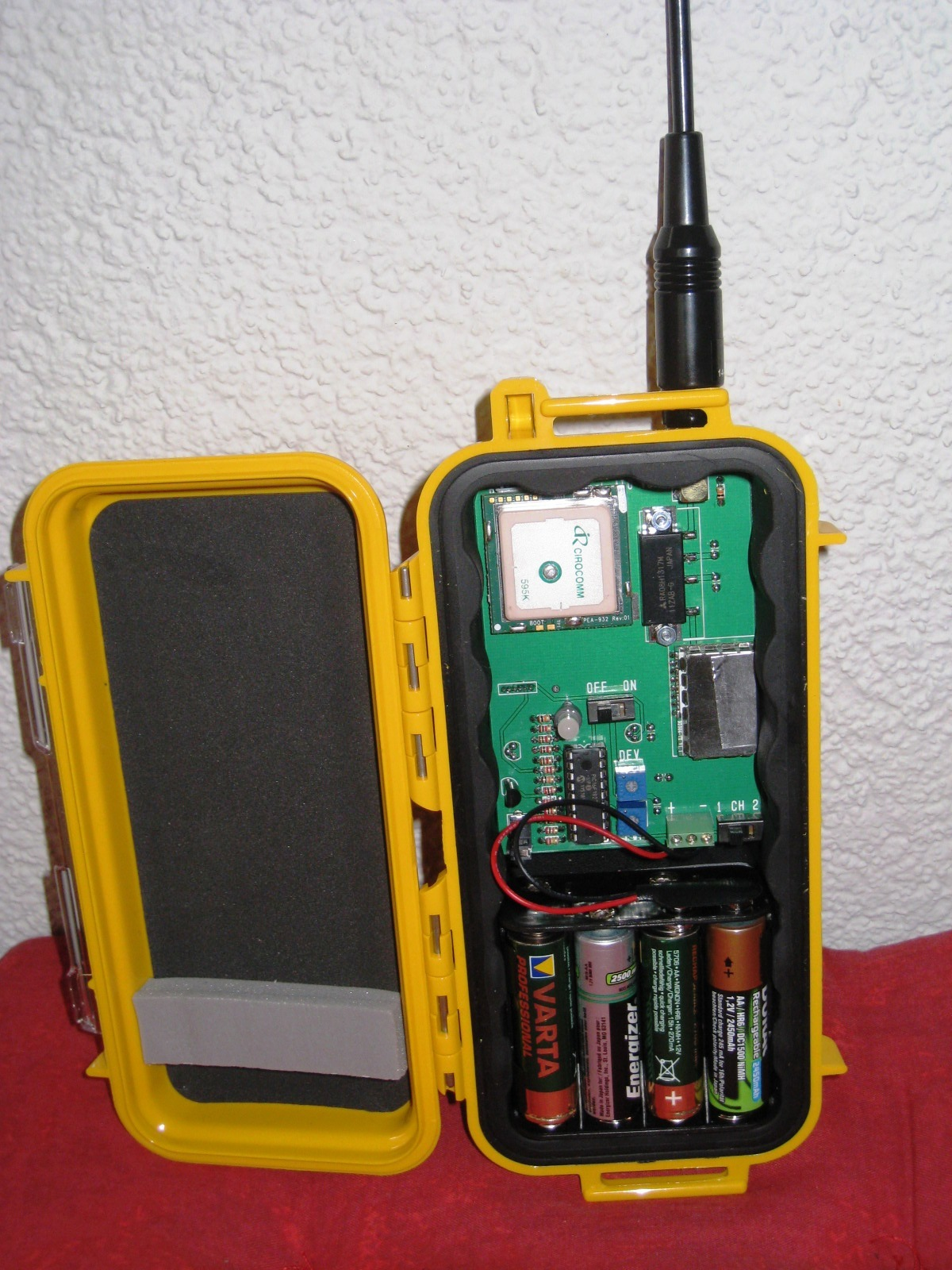
Portabler APRS-Bakensender

Das Automatic Packet Reporting System (APRS) stellt eine spezielle Form von Packet Radio im Amateurfunkdienst dar. Das System wurde in den 1980er Jahren vom amerikanischen Funkamateur Bob Bruninga (Rufzeichen WB4APR) entwickelt.

## Beschreibung
APRS ermöglicht die automatisierte Verbreitung von Daten (z. B. GPS-Position, Wetterdaten, kurze Textnachrichten) über beliebige Entfernungen im Packet-Radio-Netz. Diese Daten werden auf einheitlichen Simplex-Frequenzen im 2-Meter-Band bei einer Bitrate von 1200 bit/s und teilweise auch 70-Zentimeter-Band (dort auch mit einer Bitrate von 9600 bit/s) sowie im 11-Meter-Band (CB) übertragen.

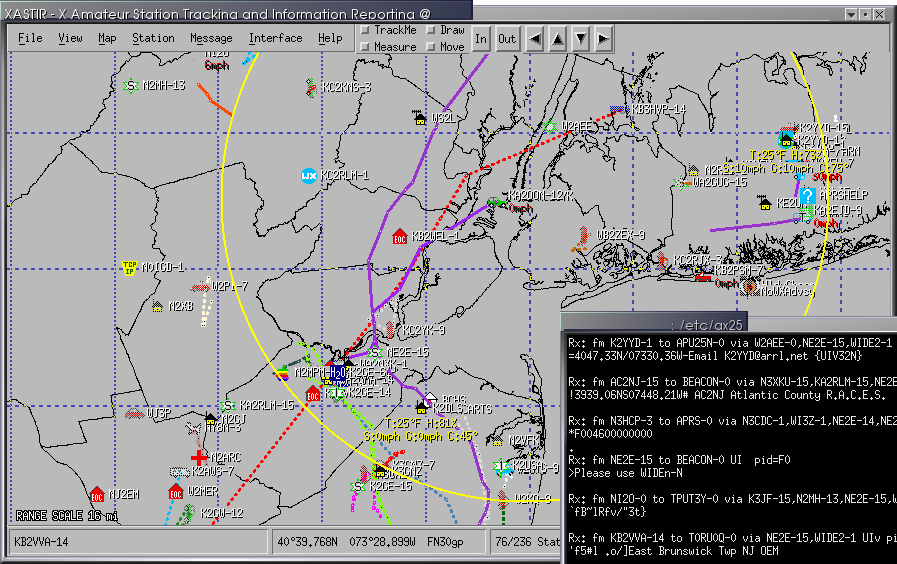
Screenshot einer Kartensoftware mit APRS-Stationen

Um das Packet-Radio-Netz möglichst wenig zu belasten, die Daten jedoch möglichst global verbreiten zu können, werden die einzelnen Datenpakete von den Packet Radio Digipeatern nur soweit per Funk geroutet, bis sie auf einen speziellen APRS-Digipeater (manchmal auch „IGATE“ – als Kurzform für „Internet Gateway“ – genannt) stoßen. Dabei handelt es sich um einen Packet Radio Digipeater, der an das Internet angeschlossen ist. Die ins Internet eingespeisten Daten können per Webbrowser, mit APRS-Software, die IGATE unterstützt oder wieder per Packet Radio abgerufen werden.
Neben terrestrischen Digipeatern stehen auch Amateurfunksatelliten als APRS-Digipeater zur Verfügung.
APRS ist unter Funkamateuren inzwischen sehr beliebt und etabliert sich auch immer mehr im 11-Meter-Band, um sich im Mobilbetrieb gegenseitig die eigene Position mitteilen zu können. Auch bei Autodiebstählen hat sich APRS als hilfreich erwiesen, da diese Systeme meist fest in die Fahrzeuge installiert sind. APRS-Wetterstationen sind z. B. bei Unwettern sehr hilfreich, um das Wetter via Packet Radio und Internet mitzuverfolgen.
Jedem Rufzeichen kann ein Symbol zugeordnet werden, zusätzlich gibt es die Möglichkeit einen kurzen Statustext mitzusenden. Das System unterstützt auch Kurznachrichten.
Notrufe können in Verbindung mit der aktuellen (GPS-)Position ausgesendet werden. Hierzu gibt es ein spezielles „Emergency“-Symbol und einen entsprechenden Statustext. Ein solches Paket löst an den empfangenden Stationen einen Alarm aus: Die APRS-fähigen Handfunkgeräte von Kenwood lösen einen akustischen Alarm aus und erwarten eine manuelle Bestätigung; Computer, die über eine Kartendarstellung verfügen, zoomen zusätzlich noch auf den Standort. Dadurch, dass die APRS-Pakete über Digipeater und durch das Internet weitergeleitet werden, kann ein einfacher Alarm bei tausenden Stationen rund um die Welt für Aufmerksamkeit sorgen.
Bei Notfunkübungen über Amateurfunksatelliten „Satellite Simulated Emergency Test – SSET“ wird u. a. APRS verwendet, um E-Mails satellitengestützt zu versenden und den Empfang zu bestätigen.

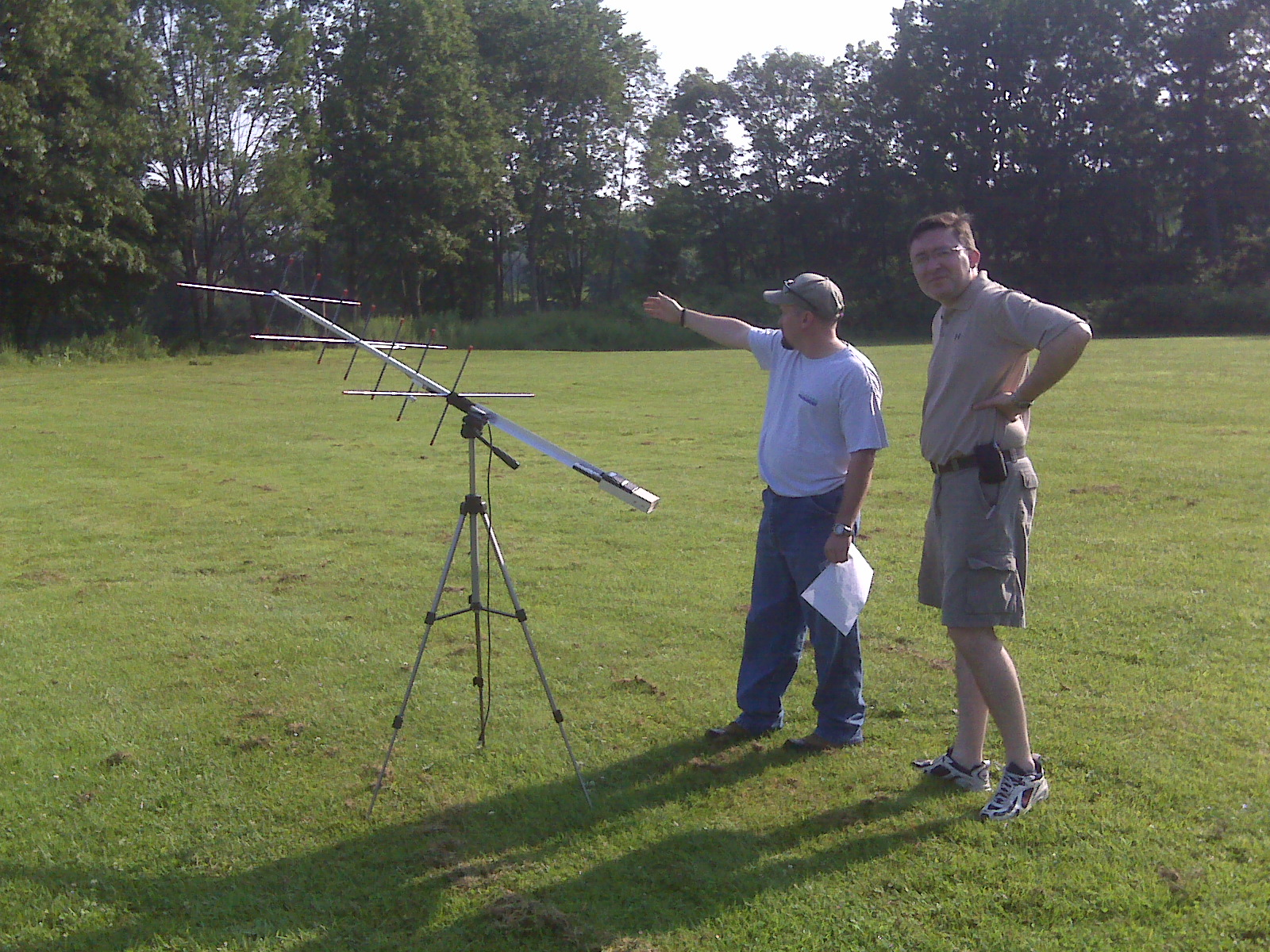
APRS-Betrieb über Amateurfunksatelliten

Für den APRS-Betrieb benötigt man (neben einer Zulassung zur Teilnahme am Amateurfunkdienst):
- eine Datenquelle (meist ein GPS-Empfänger; z. B. serielle GPS-Maus)
- ein APRS-Modul
- einen Amateurfunk-Transceiver für das 2-Meter-Band oder Internet-Anschluss
- optional einen Amateurfunk-Transceiver und einen Terminal Node Controller (TNC) für den Zugang zu Packet Radio.

Für den CB-APRS-Betrieb benötigt man lediglich:
- eine Datenquelle (meist ein GPS-Empfänger; z. B. serielle GPS-Maus)
- ein APRS-Modul
- einen CB-Funk-Transceiver für das 11-Meter-Band oder Internet-Anschluss
- optional einen CB-Transceiver und einen TNC für den Zugang zu Packet Radio.

Des Weiteren gibt es auch APRS-Betrieb auf der Kurzwelle. Hier haben sich zwei Standards durchgesetzt: Zum einen 300 Baud AX.25 und zum anderen das proprietäre Robust Packet Radio (RPR).
Auch der APRS-Betrieb über Raumstationen und Amateurfunksatelliten mit Digipeatern wird durchgeführt. Momentan stehen dafür die Internationale Raumstation, der Amateurfunksatellit OSCAR 44 sowie jeweils zeitlich begrenzt diverse CubeSats mit Amateurfunknutzlast zur Verfügung.

## Voice Alert
Dieses Konzept sieht vor, dass Stationen die Bereitschaft zu Sprachverbindungen durch Aussendung eines CTCSS-Subtons – in Deutschland 123 Hz, nach anderen Quellen in Europa 136,5 Hz – anzeigen. Bei aktiviertem Ton-Squelch hört man nur Baken von Stationen, die diesen Subton aussenden und kann diese – sinnvollerweise unter Nennung des Signalwortes „Voice Alert“, damit die angerufene Station den Ruf auch eindeutig zuordnen kann – kurz ansprechen. Nach einem Frequenzwechsel kann man ein normales Funkgespräch führen.
Unbemannte automatische Stationen dürfen diesen Subton nicht aussenden, da ansonsten das Prinzip von Voice Alert (quasi automatischem CQ-Rufen) nicht mehr funktionieren würde.
Bei Kenwood-Funkgeräten mit integriertem APRS-TNC wie dem TH-D72 oder dem TM-D710 wird bei aktivierter Voice-Alert-Funktion nur die Tonausgabe, nicht aber die Datenauswertung unterbrochen. Somit kann man bei Dualbetrieb die Tonausgabe im APRS-Band durch Aktivierung der empfangsseitigen Voice-Alert-Funktion weitgehend beziehungsweise bei Auswahl eines ungebräuchlichen Tons (annähernd) vollständig unterbinden und das andere Band relativ ungestört (unter Umständen mit kleinen Empfangsaussetzern während des APRS-Sendebetriebs) in Phonie verwenden.
Nutzt man dieses Konzept mit anderen Transceivern, so muss man sicherstellen, dass die APRS-Empfangsdaten trotz aktiviertem Subton-Squelch ausgewertet werden können, da ansonsten zum Beispiel auch die Trägererkennung nicht mehr funktioniert und trotz belegter Frequenz Baken ausgesendet werden. Im einfachsten Fall wird bei aktiviertem Tonsquelch nur die Tonausgabe auf dem Lautsprecher unterbrochen und die Empfangs-NF trotzdem auf dem für APRS verwendeten Packet-Radio-Anschluss des Transceivers ausgegeben. Ansonsten gibt es bei manchen Duoband-Receivern noch die Möglichkeit, den PR-Empfang fest auf eines der beiden Empfangsteile zu legen, dessen Lautstärke auf null zu stellen und das zweite Empfangsteil mit aktiviertem Tonsquelch nur für den Hörempfang von Voice-Alert-Stationen beziehungsweise auch für das Senden mit Subton zu verwenden.

## APRSLink
Das globale WinLink-2000-Netzwerk zur asynchronen Kommunikation über Amateurbänder kann auch über APRS mittels APRSLink genutzt werden. D. h., es ist möglich, über eine APRS-Nachricht E-Mails zu verschicken und zu empfangen. Diese werden über ein IGATE zu einem Central Message Server (CMS) übertragen.

## Frequenzen
| 40-Meter-Band      | Betriebsart           | Region                                            |
| ------------------ | --------------------- | ------------------------------------------------- |
| 7,035 MHz          | LSB mit 300 Baud      | Weltweit                                          |
| 30-Meter-Band      | Betriebsart           | Region                                            |
| 10,1476 MHz        | USB mit 300 Baud      | Weltweit                                          |
| 20-Meter-Band      | Betriebsart           | Region                                            |
| 14,103 MHz         | LSB mit 300 Baud      | Weltweit                                          |
| 11-Meter-Band      | Betriebsart           | Region                                            |
| 27,235 MHz         | FM mit 1200 Baud AFSK | Weltweit                                          |
| 10-Meter-Band      | Betriebsart           | Region                                            |
| 29,250 MHz         | FM mit 1200 Baud AFSK | Weltweit                                          |
| 2-Meter-Band       | Betriebsart           | Region                                            |
| 144,390 MHz        | FM mit 1200 Baud AFSK | USA                                               |
| 144,640 MHz        | FM mit 1200 Baud AFSK | Japan                                             |
| 144,800 MHz        | FM mit 1200 Baud AFSK | in Europa übliche Standardfrequenz                |
| 145,175 MHz        | FM mit 1200 Baud AFSK | Australien                                        |
| 145,525 MHz        | FM mit 1200 Baud AFSK | Thailand                                          |
| 145,825 MHz        | FM mit 1200 Baud AFSK | Internationale Raumstation Uplink/Downlink        |
| 145,825 MHz        | FM mit 1200 Baud AFSK | OSCAR 44 Downlink                                 |
| 145,828 MHz        | FM mit 1200 Baud AFSK | OSCAR 44 Uplink                                   |
| 70-Zentimeter-Band | Betriebsart           | Region                                            |
| 432,500 MHz        | FM mit 1200 Baud AFSK | Deutschland, Luxemburg, Lothringen, Tests in Wien |
| 433,800 MHz        | FM mit 1200 Baud AFSK | Testbetrieb seit September 2012 im Innviertel     |
| 430,5125 MHz       | FM mit 1200 Baud AFSK | Testbetrieb in Holland                            |
| 433,775 MHz        | LoRa mit 128 kbps     | Testbetrieb in OE und DL                          |